# Theodor Schütze
Theodor Reinhold Schütze, född 12 januari 1827 i Uetersen, död 16 december 1897 i Graz, var en tysk jurist. Han var far till Ida von Rosen.
Schütze blev 1853 juris doktor och privatdocent vid Kiels universitet, 1855 professor i slesvigsk och romersk rätt vid Köpenhamns universitet, där hans utnämning på grund av hans förhållande till det slesvigska upproret orsakade viss oro i studentkretsarna. Han avskedades 1866, blev privatdocent och syndikus för handelskammaren i Kiel samt 1876 ordinarie professor i Graz.
Schützes författarverksamhet är mer betydande kvalitativt än kvantitativt. I Köpenhamn utgav han 1856 Samling af de den slesvigske Strafferet vedrørende Love og Forordninger (även på tyska), men hans mest kända skrifter är Die nothwendige Theilnahme am Verbrechen (1869), som fick inflytande både på den tyska strafflagen och den nyaste teorin samt Lehrbuch des Deutschen Strafrechts auf Grund des Reichsstrafgesetzbuches (1871, andra upplagan 1874), som bryter staven över den filosofiska behandlingen av straffrätten. 
Schütz skrev vidare – förutom tidskriftsavhandlingar – Laien in den Strafgerichten? (1873), Das staatsbürgerliche Anklagerecht in Strafsachen (1877) och utgav "Jahresberichte der Kieler Handelskammer für 1871–74" (1872–75). Han var vidare medarbetare i Franz von Holtzendorffs rättsencyklopedi.